# Visite chez le marchand d'art
Visite chez le marchand d'art est une huile sur cuivre réalisée par Frans Francken le Jeune dans les années 1600,. Il est conservé au musée Hallwyl de Stockholm.

## Description
Nous sommes dans la boutique d'un marchand d'art. L'homme debout à gauche scrute un tableau du Jugement de Pâris. Le tableau au centre du mur au-dessus du cabinet montre Minerve s'adressant aux Muses. Pégase peut être vu dans le ciel derrière eux. Toutes les peintures sont dans le goût de l'école anversoise de la fin du xvie et du début du xviie siècle. Ils comprennent des paysages et des scènes religieuses ainsi que des sujets mythologiques. Parmi les petits bronzes figurent des copies du Laocoon et d'un dieu fleuve antique. 
La palette de couleurs monochromes est typique des œuvres ultérieures de Frans Francken des années 1630. La scène d'intérieur est figurée dans plusieurs de ses tableaux, comme Cabinet d'art et de curiosités (Kunst- und Raritätenkammer), conservé au musée d'Histoire de l'art de Vienne, également inscrit 1636, et donc ce tableau peut être daté de la même époque.